# منات آذربایجان

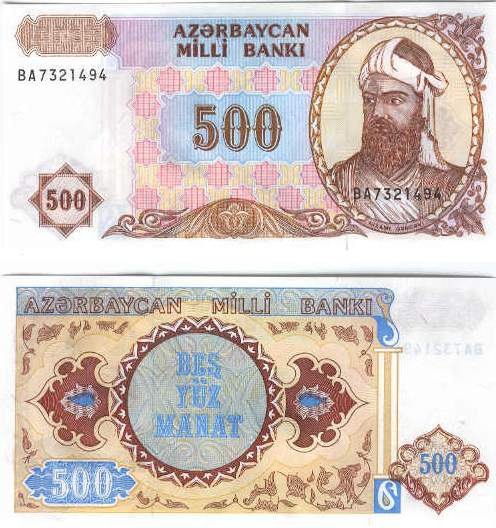
نظامی گنجوی بر روی اسکناس ۵۰۰ مناتی

منات یکای پول جمهوری آذربایجان است. هر منات به ۱۰۰ قپیک (به ترکی آذربایجانی: qəpik) تقسیم می‌شود. واژه منات از واژه مُنِتا (به روسی: монета) به معنی سکه، و قپیک از واژه کوپِک (به روسی: копейка) به معنی نیزه گرفته شده است.
در حال حاضر ارزش هر منات جمهوری آذربایجان معادل ۳۰۰۰۰ تومان است. استفاده از یکاهای ارزی دیگر به عنوان وسیله پرداخت در قلمرو جمهوری آذربایجان ممنوع است. حق لغو و خارج کردن منات از گردش وجوه نقدی به بانک مرکزی جمهوری آذربایجان تعلق دارد.

## اسکناس‌ها

### منات نخست
جمهوری سوسیالیستی آذربایجان شوروی و جمهوری خلق آذربایجان یکای پول خود را از سال ۱۹۱۹ تا ۱۹۲۳ میلادی توسط بانک مرکزی فرانسه به چاپ می‌رساندند که در زبان ترکی آذربایجانی به آن مانات و در زبان روسی به آن روبل گفته می‌شد؛ به همین دلیل گاهی به منات نخست، روبل آذربایجان نیز گفته می‌شود. منات نخست در واقع جایگزینی برای روبل قفقاز بود. همراه این سری از اسکناس‌ها هیچ سکه‌ای ضرب نشد.

### منات دوم
مقدمه‌چینی‌های چاپ منات دوم در دوران ریاست‌جمهوری ایاز مطلب‌اف، نخستین رییس‌جمهور این کشور آغاز و در دوران ریاست‌جمهوری ابوالفضل ایلچی‌بیگ تحقق یافت. از منات دوم در تاریخ ۱۵ اوت ۱۹۹۲ رونمایی شد. این سری نخستین سری منات بود که پس از استقلال آذربایجان منتشر شد. منات دوم تا سال ۲۰۰۶ در گردش بود. طراح این اسکناس‌ها الدار میکاییل‌زاده نام داشت.
| نگاره | نگاره | بها         | ابعاد (میلی‌متر) | رنگ                  | شرح                        | شرح                            | تاریخ چاپ |
| رو    | پشت   | بها         | ابعاد (میلی‌متر) | رنگ                  | رو                         | پشت                            | تاریخ چاپ |
| ----- | ----- | ----------- | --------------- | -------------------- | -------------------------- | ------------------------------ | --------- |
|       |       | ۱ منات      | ۱۲۵ × ۶۳        | صورتی                | قلعه دختر در باکو          | بها و نوشتهٔ بانک ملی آذربایجان | ۱۹۹۲      |
|       |       | ۱ منات      | ۱۲۵ × ۶۳        | زرد و آبی            | قلعه دختر در باکو          | بها و نوشتهٔ بانک ملی آذربایجان | ۱۹۹۳      |
|       |       | ۵ منات      | ۱۲۵ × ۶۳        | قهوه‌ای و بنفش        | قلعه دختر در باکو          | بها و نوشتهٔ بانک ملی آذربایجان | ۱۹۹۳      |
|       |       | ۱۰ منات     | ۱۲۵ × ۶۳        | قهوه‌ای               | قلعه دختر در باکو          | بها و نوشتهٔ بانک ملی آذربایجان | ۱۹۹۲      |
|       |       | ۱۰ منات     | ۱۲۵ × ۶۳        | فیروزه‌ای             | قلعه دختر در باکو          | بها و نوشتهٔ بانک ملی آذربایجان | ۱۹۹۳      |
|       |       | ۵۰ منات     | ۱۲۵ × ۶۳        | قرمز و خاکستری       | قلعه دختر در باکو          | بها و نوشتهٔ بانک ملی آذربایجان | ۱۹۹۳      |
|       |       | ۱۰۰ منات    | ۱۲۵ × ۶۳        | صورتی و آبی          | قلعه دختر در باکو          | بها و نوشتهٔ بانک ملی آذربایجان | ۱۹۹۳      |
|       |       | ۲۵۰ منات    | ۱۲۵ × ۶۳        | سبز                  | قلعه دختر در باکو          | بها و نوشتهٔ بانک ملی آذربایجان | ۱۹۹۲      |
|       |       | ۵۰۰ منات    | ۱۲۵ × ۶۳        | قهوه‌ای، آبی و نارنجی | چهره‌نمای نظامی گنجوی       | بها و نوشتهٔ بانک ملی آذربایجان | ۱۹۹۳      |
|       |       | ۱,۰۰۰ منات  | ۱۲۵ × ۶۳        | قهوه‌ای و آبی         | چهره‌نمای محمدامین رسول‌زاده | بها و نوشتهٔ بانک ملی آذربایجان | ۱۹۹۳      |
|       |       | ۱,۰۰۰ منات  | ۱۲۵ × ۶۳        | آبی                  | صنعت نفت                   | بها و نوشتهٔ بانک ملی آذربایجان | ۲۰۰۱      |
|       |       | ۱۰,۰۰۰ منات | ۱۳۰ × ۶۵        | قهوه‌ای               | کاخ شروان‌شاهان             | بها و نوشتهٔ بانک ملی آذربایجان | ۱۹۹۴      |
|       |       | ۵۰,۰۰۰ منات | ۱۳۲ × ۶۶        | سبز                  | آرامگاه مومنه‌خاتون         | بها و نوشتهٔ بانک ملی آذربایجان | ۱۹۹۵      |

### منات سوم
در تاریخ ۷ فوریه سال ۲۰۰۵، رئیس‌جمهور آذربایجان فرمانی در مورد تغییر بهای پولی و مقیاس ارزها در جمهوری آذربایجان صادر کرد. بر اساس این فرمان، از ۱ ژانویه سال ۲۰۰۶، انتشار اسکناس‌های نسل جدید آغاز شد.
مراسم معرفی و رونمایی منات جدید که بر اساس سفارش بانک مرکزی جمهوری آذربایجان از سوی شرکت تبلیغاتی ویتام تهیه شده بود، در هتل اکسلسیور باکو برگزار گردید.
این رویداد مهم، با حضور الهام علی‌اف، رئیس‌جمهور آذربایجان، مقامات بلندپایه و نمایندگان سفارتخانه‌های فعال کشورهای خارجی در این کشور برگزار گردید. در نتیجه انتقال به منات جدید، نرخ ۱ منات جدید برابر ارز ۵۰۰۰ منات قدیم گردید. در سال ۲۰۱۸ اسکناسی دویست مناتی به مناسبت صدمین سالگرد تاسیس جمهوری خلق آذربایجان و نود و پنجمین زادروز حیدر علی‌اف منتشر شد.
| نگاره | نگاره | بها                  | ابعاد       | رنگ          | شرح | شرح                                      | سال انتشار |
| رو    | پشت   | بها                  | ابعاد       | رنگ          | رو | پشت                                      | سال انتشار |
| ----- | ----- | -------------------- | ----------- | ------------ | --- | ---------------------------------------- | ---------- |
|       |       | ₼۱                   | ۱۲۰ × ۷۰ mm | خاکستری      | موضوع: فرهنگ سازهای به کار رفته در موسیقی سنتی آذربایجان شامل دف، کمانچه و تار                                        | نقش فرش محلی                             | ۲۰۰۵       |
|       |       | ₼۱                   | ۱۲۰ × ۷۰ mm | خاکستری      | موضوع: فرهنگ سازهای به کار رفته در موسیقی سنتی آذربایجان شامل دف، کمانچه و تار                                        | نقش فرش محلی                             | ۲۰۰۹، ۲۰۱۷ |
|       |       | ₼۵                   | ۱۲۰ × ۷۰ mm | نارنجی       | موضوع: ادبیات نویسندگان، شاعران و کتاب‌های آذربایجان، به همراه متن کامل سرود ملی جمهوری آذربایجان                      | سنگ‌نگاره‌های پارک ملی قبوستان و خط اورخون | ۲۰۰۵       |
|       |       | ₼۵                   | ۱۲۰ × ۷۰ mm | نارنجی       | موضوع: ادبیات نویسندگان، شاعران و کتاب‌های آذربایجان، به همراه متن کامل سرود ملی جمهوری آذربایجان                      | سنگ‌نگاره‌های پارک ملی قبوستان و خط اورخون | ۲۰۰۹، ۲۰۱۷ |
|       |       | ₼۱۰                  | ۱۳۴ × ۷۰ mm | فیروزه‌ای     | موضوع: تاریخ باکوی قدیم، کاخ شروان‌شاهان و قلعه دختر با پس‌زمینه ارگ باکو                                               | نقش فرش محلی                             | ۲۰۰۵       |
|       |       | ₼۱۰                  | ۱۳۴ × ۷۰ mm | فیروزه‌ای     | موضوع: تاریخ باکوی قدیم، کاخ شروان‌شاهان و قلعه دختر با پس‌زمینه ارگ باکو                                               | نقش فرش محلی                             | ۲۰۱۸       |
|       |       | ₼۲۰                  | ۱۴۱ × ۷۰ mm | سبز          | موضوع: قره‌باغ نمادهای قدرت شامل شمشیر، کلاهخود و سپر                                                                  | گل ابرویی قفقازی                         | ۲۰۰۵       |
|       |       | ₼۵۰                  | ۱۴۸ × ۷۰ mm | زرد          | موضوع: تاریخ و آینده جوانان، پله به نشانه پیشرفت، خورشید به نشانه نیرو و روشنایی و نمادهای شیمی و ریاضی به نشانه دانش | نقش فرش محلی                             | ۲۰۰۵       |
|       |       | ₼۱۰۰                 | ۱۵۵ × ۷۰ mm | ارغوانی روشن | موضوع: اقتصاد و توسعه نمادهای معماری از دوران کهن تاکنون، نماد منات (₼) و نشانه‌هایی از توسعه اقتصادی                  | نقش فرش محلی                             | ۲۰۰۵       |
|       |       | ₼۱۰۰                 | ۱۵۵ × ۷۰ mm | ارغوانی روشن | موضوع: اقتصاد و توسعه نمادهای معماری از دوران کهن تاکنون، نماد منات (₼) و نشانه‌هایی از توسعه اقتصادی                  | نقش فرش محلی                             | ۲۰۱۳       |
|       |       | ₼۲۰۰ (اسکناس یادبود) | ۱۶۰ × ۷۰ mm | آبی          | موضوع: معماری مدرن مرکز فرهنگی حیدر علی‌اف، باکو                                                                       | نقش فرش محلی                             | ۲۰۱۸       |

منات سوم در سال ۲۰۲۰ از نو طراحی شد؛ در این بازطراحی پشت اسکناس‌ها به حالت عمودی درآمد. در سال ۲۰۲۱ اسکناسی پانصد مناتی به مناسبت پیروزی جمهوری آذربایجان در جنگ قره‌باغ منتشر شد.
| نگاره | نگاره | بها                  | ابعاد       | رنگ                     | شرح | شرح                                |
| رو    | پشت   | بها                  | ابعاد       | رنگ                     | رو | پشت                                |
| ----- | ----- | -------------------- | ----------- | ----------------------- | --- | ---------------------------------- |
|       |       | ₼۱                   | ۱۲۰ × ۷۰ mm | خاکستری                 | موضوع: فرهنگ سازهای به کار رفته در موسیقی سنتی آذربایجان شامل دف، کمانچه و تار                                        | نقشه آذربایجان                     |
|       |       | ₼۵                   | ۱۲۷ × ۷۰ mm | نارنجی                  | موضوع: ادبیات نویسندگان، شاعران و کتاب‌های آذربایجان، به همراه متن کامل سرود ملی جمهوری آذربایجان                      | نقشه آذربایجان                     |
|       |       | ₼۱۰                  | ۱۳۴ × ۷۰ mm | فیروزه‌ای                | موضوع: تاریخ باکوی قدیم، کاخ شروان‌شاهان و قلعه دختر با پس‌زمینه ارگ باکو                                               | نقشه آذربایجان                     |
|       |       | ₼۲۰                  | ۱۴۱ × ۷۰ mm | سبز                     | موضوع: قره‌باغ نمادهای قدرت شامل شمشیر، کلاهخود و سپر                                                                  | نقشه آذربایجان                     |
|       |       | ₼۵۰                  | ۱۴۸ × ۷۰ mm | زرد و قهوه‌ای            | موضوع: تاریخ و آینده جوانان، پله به نشانه پیشرفت، خورشید به نشانه نیرو و روشنایی و نمادهای شیمی و ریاضی به نشانه دانش | نقشه آذربایجان                     |
|       |       | ₼۵۰۰ (اسکناس یادبود) | ۱۶۵ × ۷۰ mm | قهوه‌ای، قرمز، سبز و آبی | موضوع: جنگ قره‌باغ ۲۰۲۰ گل شقایق، پل‌های خداآفرین                                                                       | آرامگاه ملا پناه واقف، قلعه آسکران |

## سکه‌ها

### منات دوم

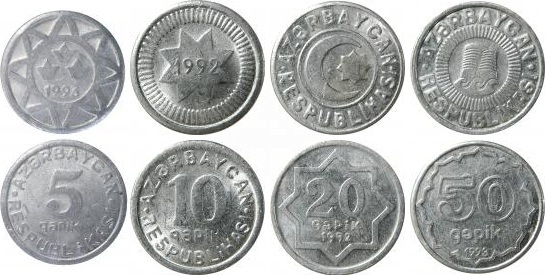
سکه‌های منات دوم

جنس سکه‌های ضرب شده در سال ۱۹۹۲ و ۱۹۹۳ برنج و کوپرونیکل بود ولی بعداً جنس همه سکه‌ها به آلومینیوم تغییر یافت. این سکه‌ها به ندرت در بازار دیده می‌شدند.

### منات سوم
سکه‌های این سری از نظر ابعاد و شکل شباهت بسیاری به سکه‌های یورو دارند برای نمونه سکه ۵۰ قپیک به سکه ۲ یورو شبیه است. این سکه‌ها در فوریه ۲۰۰۶ به ضرب رسیدند ولی بر روی آنها سال ضرب درج نمی‌شود.
| نگاره | نگاره | بها     | پارامترهای فنی | پارامترهای فنی | پارامترهای فنی                                         | شرح                                                                               | شرح                 | شرح                              |
| رو    | پشت   | بها     | قطر            | جرم            | جنس                                                    | لبه                                                                               | رو                  | پشت                              |
| ----- | ----- | ------- | -------------- | -------------- | ------------------------------------------------------ | --------------------------------------------------------------------------------- | ------------------- | -------------------------------- |
|       |       | ۱ گپیک  | ۱۶٫۲۵ mm       | ۲٫۸ g          | فولاد با روکش مس                                       | هموار                                                                             | نقشه آذربایجان، بها | سازهای موسیقی سنتی               |
|       |       | ۳ گپیک  | ۱۸ mm          | ۳٫۴۵ g         | فولاد با روکش مس                                       | هموار با شیار                                                                     | نقشه آذربایجان، بها | کتاب و قلم، بها                  |
|       |       | ۵ گپیک  | ۱۹٫۷۵ mm       | ۴٫۸۵ g         | فولاد با روکش مس                                       | دندانه‌دار                                                                         | نقشه آذربایجان، بها | قلعه دختر، بها                   |
|       |       | ۱۰ گپیک | ۲۲٫۲۵ mm       | ۵٫۱ g          | فولاد با روکش برنج                                     | هموار با هفت تورفتگی                                                              | نقشه آذربایجان، بها | کلاهخود قره‌باغ، بها              |
|       |       | ۲۰ گپیک | ۲۴٫۲۵ mm       | ۶٫۶ g          | فولاد با روکش برنج                                     | دندانه‌دار بخش‌بندی شده                                                             | نقشه آذربایجان، بها | پلکان مارپیچ، نمادهای هندسی، بها |
|       |       | ۵۰ قپیک | ۲۵٫۵ mm        | ۷٫۷ g          | دوفلزه فولاد با روکش برنج با حلقه فولاد زنگ‌نزن در مرکز | دندانه‌دار با نوشته جمهوری آذربایجان (به ترکی آذربایجانی: AZƏRBAYCAN RESPUBLIKASI) | نقشه آذربایجان، بها | دو چاه نفت، بها                  |